# Lenguas de la Meseta de Nigeria central
Las lenguas de la meseta de Nigeria central o lenguas nigerianas centrales (a veces también lenguas platoides) son un subgrupo filogenético tentativo dentro del grupo Benue-Congo (a su vez perteneciente a las lenguas Níger-Congo). Son habladas por cerca de 3,5 millones de personas en la meseta de Jos y las áreas adyacentes de Nigeria central.
El subgrupo está formado por entre 50 y 120 lenguas (dependiendo de lo estrictamente que se distinga entre lengua y dialecto). Muchas de estas lenguas se hablan sólo en unas pocas aldeas y muchos están severamente amenazadas y en peligro de extinción debido al uso cada vez más amplio del hausa como lengua regional. Las lenguas de la meseta de Nigeria central, predominan en el centro de Nigeria y se extienden desde el lago Kainji a la región al sur de Bauchi.

## Clasificación
Existe poco trabajo comparativo sobre las lenguas de la meseta nigeriana, por lo que los resultados y grupos propuestos son sólo tentativos, y en el futuro posiblemente sufrirán revisiones. La siguiente clasificación se toma de la propuesta tentativa de Blench (2008). La mayor parte de las ramas son lenguas sin relación obvia fácil de definir con el resto de ramas, de hecho el grupo nigeriano central es un grupo de lenguas que no pueden ser clasificadas en otros grupos, y existen dudas sobre la pertenencia al grupo nigeriano central de algunos de los subgrupos como por ejemplo las lenguas nínzicas. Las lenguas de la meseta de Nigeria central como grupo comparten sin embargo un cierto número de isoglosas, comunes a todas las ramas excepto la rama tarokoide.
|            | Eloyi                                                         |
|            |                                                               |
| Meridional | \| \| Eggónico (2) \| \| \| \| \| \| Jílico (2–4) \| \| \| \| |
|            | \| \| Eggónico (2) \| \| \| \| \| \| Jílico (2–4) \| \| \| \| |
|            | Ndúnico (Ahwai) (1–3)                                         |
|            |                                                               |
|            | Alúmico (4)                                                   |
|            |                                                               |
|            | Nínzico (13–14)                                               |
|            |                                                               |
|            | Oriental (2–3)                                                |
|            |                                                               |
|            | ? Central (20)                                                |
|            |                                                               |
|            | Berómico (4)                                                  |
|            |                                                               |
|            | Eggónico (2)                                                  |
|            |                                                               |
|            | Jílico (2–4)                                                  |
|            |                                                               |

|  | Eggónico (2) |
|  |              |
|  | Jílico (2–4) |
|  |              |

|            | Eloyi                                                         |
|            |                                                               |
| Meridional | \| \| Eggónico (2) \| \| \| \| \| \| Jílico (2–4) \| \| \| \| |
|            | \| \| Eggónico (2) \| \| \| \| \| \| Jílico (2–4) \| \| \| \| |
|            | Ndúnico (Ahwai) (1–3)                                         |
|            |                                                               |
|            | Alúmico (4)                                                   |
|            |                                                               |
|            | Nínzico (13–14)                                               |
|            |                                                               |
|            | Oriental (2–3)                                                |
|            |                                                               |
|            | ? Central (20)                                                |
|            |                                                               |
|            | Berómico (4)                                                  |
|            |                                                               |
|            | Eggónico (2)                                                  |
|            |                                                               |
|            | Jílico (2–4)                                                  |
|            |                                                               |

|  | Eggónico (2) |
|  |              |
|  | Jílico (2–4) |
|  |              |

## Descripción lingüística
Las lenguas de la meseta son una de las ramas del grupo Benue-Congo para las que menos datos lingüísticos se tienen, por lo que tanto su división interna como su unidad filogenética necesita ser clarificada.

### Fonología
La fonología del proto-meseta no ha sido reconstruida, por lo que tampoco se conoce la fonología histórica de las diferentes ramas. Los inventarios fonológicos sólo pueden ser hipotetizados sobre la base de la probable presencia en la protolengua a partir de las fonologías actuales.
Un inventario consonántico prototípico de una lengua de la meseta incluye generalmente las siguientes unidades:
|           |          | bilabial | alveolar | palatal | velar | labio- velar | glotal |
| --------- | -------- | -------- | -------- | ------- | ----- | ------------ | ------ |
| Oclusiva  | sorda    | p        | t        | c~ʧ     | k     | kp           |        |
| Oclusiva  | sonora   | b        | d        | ɟ~ʤ     | g     | gb           |        |
| Fricativa | sorda    | f        | s        | ʃ       |       |              |        |
| Fricativa | sonora   | v        | z        | ʒ       |       |              | h      |
| Sonorante | no-nasal |          | l, (r)   | y       |       | w            |        |
| Sonorante | nasal    | m        | n        | ɲ       | ŋ     |              |        |
El inventario vocálcio prototípico puede llegar a tener las siguientes unidades:
|          | orales  | orales    | orales |
| anterior | central | posterior |        |
| -------- | ------- | --------- | ------ |
| cerradas | i       | (ɨ)       | u      |
| medias   | e       | (ə)       | o      |
| abiertas | ɛ       | a         | ɔ      |
En varias lenguas [ɨ] tiende a ser un alófono de /i/. En diversas lenguas existen vocales nasales fonológicamente distintivas, por ejemplo en Mada cada vocal oral tiene una contraparte nasal.

### Gramática
Sólo algunas lenguas poseen clases nominales, del tipo que aparecen en las lenguas bantúes, mientras que en otras lenguas hay síntomas de que las clases existieron pero han sido erosionadas por cambios fonéticos. El gran número de consonantes en muchas lenguas se debe precisamente a efectos colaterales de la erosión de los prefijos de clase nominal.
Los adjetivos y los posesivos generalmente siguen al nombre.

### Comparación léxica
Los numerales para diferentes lenguas de la Meseta de Nigeria central son:
| GLOSA | Tarok      | Nínzico-Ayu | Nínzico-Ayu | Nínzico-Ayu | Berómico | Berómico | Oriental | Occidental | Occidental | PROTO- MESETA         |
| GLOSA | Tarok      | Mada        | Ninzo       | Ayu         | Iten     | Berom    | Fyam     | Eggon      | Jili       | PROTO- MESETA         |
| ----- | ---------- | ----------- | ----------- | ----------- | -------- | -------- | -------- | ---------- | ---------- | --------------------- |
| '1'   | ùzɨ̀ŋ       | gyə̄r        | jír         | ɪdɪ         | dáy      | (d)īnìŋ  | kʲéŋ     | ákiə́n      | lō̥         | *kʲəɾ / *din          |
| '2'   | ùpàrɨ́m     | ywā         | há          | afah        | fà       | -bā      | por      | àhàː       | àbē̥        | *baɾ(i)               |
| '3'   | ùʃáɗɨ́ŋ     | tar         | tár         | ataːr       | tàt      | -tāt     | táːr     | àtráː      | àtʃé̥       | *-taːt                |
| '4'   | ùnèɗɨ́ŋ     | nlyɛ̄        | nə̄          | anaŋaʃ      | nàːs     | -nāːs    | naːs     | ùɲí        | ànàró̥      | *-nasi                |
| '5'   | ùtúkún     | tun         | ʈʷí         | atugen      | wí       | -tūŋūn   | tóːn     | òtnó       | àsó̥        | *towon~ *toːn-        |
| '6'   | ùkp͡ə́ɗɨ́ŋ    | tānnɛ̀n      | tānì        | atɛːr       | tàːrà    | -tī̄ː mìn | táːrin   | ùfín       | mìnzí      | *toːn-din (5+1)       |
| '7'   | ùfàŋʃát    | tāmgb͡ā      | tāŋgb͡ā      | ataraŋaʃ    | nìtà     | -tāːmà   | támor    | àfóhà      | mútá       | *toːn-baɾ (5+2)       |
| '8'   | ùnə̀nnè     | tāndà       | tāndàr      | anababog    | nàràs    | -rwīːt   | tʃínít   | àfóté      | rúnó̥       | *nana(s)i / *toːn-taɾ |
| '9'   | ùfàŋzɨ́ŋtɨ́ŋ | tīyār       | tīr         | atulubog    | dùːdʒàŋ  | syāː-tāt | téres    | àfúːɲí     | zàtʃé̥      | *5+4/ *10-1           |
| '10'  | ùgb͡ə́pei    | gùr         | wūr         | iʃog        | dùːbɔ̀    | syāː-bā  | dukút    | ókpo       | zàbè̥       | *kʷop                 |
| GLOSA | Central | Central  | Central   | Central    | Central   | Central          | Central      | Central              |
| GLOSA | Rigwe   | Izere    | Tyap      | Jju        | Hyam      | Yeskwa (Nyenkpa) | Kulu (Ikulu) | PROTO- CENTRAL       |
| ----- | ------- | -------- | --------- | ---------- | --------- | ---------------- | ------------ | -------------------- |
| '1'   | ˀzrú    | ziníŋ    | anyuŋ     | yiruŋ      | ʒìnì      | ènyí             | íńjí         | *ziniŋ               |
| '2'   | ˀʍʲè    | fà       | afeaŋ     | -hwa       | fe̠ri      | ènvà             | íńpàːlá      | *-fʷaɾi              |
| '3'   | ˀʦʲɛ̀    | taːr     | atat      | -tat       | taːt      | èntât            | íńtáː        | *-taːt               |
| '4'   | ˀni     | nàːs     | anaːi     | -nai       | naːŋ      | ènnà             | íńnāː        | *-na(s)i             |
| '5'   | ˀtɕ͡ʷòô  | tùwùn    | afwuon    | -pfwɔn     | twoː      | èntyúò           | íńcūː        | *cʷoːn               |
| '6'   | ríʦʲɛ́   | ìgàràːr  | ataː      | kətat      | twaːni    | èncí             | íńcúnú       |                      |
| '7'   | naʦʲɛ́   | kànàtáːr | anatat    | tiːruŋ     | twarfo    | tònvà            | tɔ́ɔ̀pāː       | *cʷoːn-bʷa(ɾ) (5+2)  |
| '8'   | klaǹvà  | ì-kárá   | aninai    | naimʊwak   | naːraŋ    | tóndát           | níǹnāː       | *cʷoːn-taːt / *ninai |
| '9'   | kruvájá | kàtúbɔ́k  | akubunyuŋ | kumʊwiːruŋ | mbwan kɔb | tyúôrá           | tɔ́ɔ̀llāː      |                      |
| '10'  | ʃʷá     | kùsɔ́k    | swak      | swak       | kɔ́b       | ókóp             | nùkɔ̄p        | *kʷɔb                |